# Aretas III
Aretas III foi um rei nabateu, no período de 87 a.C. a 62 a.C..

## Biografia

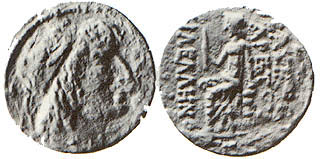
Um denário de prata cunhado por volta de 58 a.C., onde Aretas III aparece ajoelhado ao lado de um camelo.

Aretas ascendeu ao trono após a morte de seu pai, Obodas I. 
Durante seu reinado, ele estendeu o reino Nabateu ao que hoje é a zona norte da Jordânia, ao sul da Síria, e à parte da Arábia Saudita. 
Provavelmente, a maior de suas conquistas foi Damasco, que garantiu ao seu país a condição de potência política em seu tempo 
Com o propósito de recuperar territórios nabateus que haviam sido tomados pelos hasmoneus,, Aretas envolveu-se na guerra civil travada na Judeia entre os irmãos Hircano II e Aristóbulo II. Para ajudar Hircano a recuperar o trono que havia sido usurpado por Aristóbulo, Aretas sitiou Jerusalém durante meses, até que a intervenção dos romanos obrigou-o a desistir .
A partir desse momento, embora mantendo a posse de seus territórios, o reino de Aretas III tornou-se vassalo Império Romano .